# ステロペー
ステロペー（古希: Στερόπη, Steropē）、またはアステロペー (古希: Ἀστερόπη, Asteropē) は、ギリシア神話の女性である。長母音を省略してステロペ、アステロペとも表記される。主に、
- プレイアデスの1人
- ヘスペリデスの1人
- ポルターオーンの娘
- ケーペウスの娘

などのほか数名が知られている。以下に説明する。

## プレイアデスの1人
このステロペーは、アトラースとプレーイオネーの娘で、昴の女神・プレイアデス7姉妹の1人である。アポロドーロスによればエーリスのピーサの王オイノマオスの妻とされるが、ヒュギーヌスによればアステロペー（Asterope）ともいわれ、アレースとの間にオイノマオスを生んだとされる。

## ヘスペリデスの1人
このステロペーは、アステロペー（「星の煌めき」を意味する）という名で呼ばれる。ヘスペリデスの1柱で、リパラー、クリューソテミス、ヒュギエイアと同じくヘスペリデスの果樹園に住んでいる。

## プレウローンの娘
アイトーロスの子のプレウローンとドーロスの娘クサンティッペーの間に生まれた娘。アゲーノール、ストラトニーケー、ラーオポンテーと兄弟。

## ポルターオーンの娘
このステロペーは、プレウローンの子ポルターオーンとヒッポダマースの娘エウリュテーの娘で、オイネウス、アグリオス、アルカトオス、メラース、レウコーペウスと兄弟。河神アケローオスとの間にセイレーンを生んだ。ヘーシオドスによると彼女の母はラーオトエーで、エウリュステミステー、ストラトニーケーの3姉妹であったとしている。

## ケーペウスの娘
このステロペーは、アルカディア地方のテゲアー王ケーペウスの娘で、20人の兄弟がいた。ケーペウスがヘーラクレースにラケダイモーンへの出兵を求められたとき、ケーペウスはアルゴスに攻められることを恐れて断ったので、ヘーラクレースはアテーナーにゴルゴーンの髪の入った青銅の壺を授かり、ステロペーに敵が攻めてきたときにこれを敵に向けてかざすと敵を追い払うことができるとして与えた。こうしてケーペウスは20人の息子たちとともにヘーラクレースに従って出兵したが、みな戦死したという。

## アカストスの娘
イオールコスの王アカストスとアステュダメイアの娘。